# Herbert Evers
Herbert Evers (* 3. September 1902 in Grevenbrück; † 7. Februar 1968 in Münster) war ein deutscher Jurist, Politiker (NSDAP) und Landrat.

## Leben
Herbert Evers wurde als drittes von vier Kindern der Eheleute Robert Evers und Paula geb. Lucas geboren. Er besuchte die Volks- und Rektoratschule in Grevenbrück und das Burggymnasium Altena. Nach dem Abitur (1922) studierte er an der Georg-August-Universität Göttingen Rechtswissenschaft und Geschichte. 1923 wurde er im Corps Brunsviga Göttingen recipiert. Als Inaktiver wechselte er an die Westfälische Wilhelms-Universität und die Ludwig-Maximilians-Universität München. 1929 wurde er in Göttingen mit einer Doktorarbeit über Arbeitnehmererfindung promoviert. Er war als Gerichtsreferendar beim Oberlandesgericht Hamm sowie beim Amts- und Landgericht Hagen beschäftigt, bevor er im Juni 1930 Gerichtsassessor beim Amtsgericht Siegen wurde. Hier und beim Amtsgericht Lüdenscheid war er als Richter tätig. 1931 wurde er Rechtsanwalt und Notar in Altena.
Am 4. November 1933 beauftragte man ihn mit der vertretungsweisen Verwaltung des Landratsamtes Olpe. Am 25. April 1934 wurde er zunächst kommissarisch und am 4. Juni 1935 endgültig Landrat des Kreises Olpe. Im Januar 1940 zum Heer (Wehrmacht) eingezogen und als Oberkriegsverwaltungsrat und Leiter einer Feldkommandantur in Nordfrankreich tätig, wurde er im Herbst 1944 auf ministerielle Weisung wieder in sein Amt zurückgeführt. Von April 1945 bis April 1947 saß er in Kriegsgefangenschaft. 1948 wurde er in der Entnazifizierung in die Kategorie IV (Mitläufer) eingestuft. Evers war in einer Siegener Anwaltskanzlei tätig, bevor er 1948 Geschäftsführer des Kölner Haus- und Grundbesitzervereins wurde. Er wurde am 23. April 1954 zum Stadtdirektor von Neheim-Hüsten gewählt und blieb in diesem Amt, bis er am 30. April 1965 krankheitsbedingt in den Ruhestand trat.
Evers war zum 1. November 1930 in die NSDAP eingetreten (Mitgliedsnummer 345.087) und gründete die Ortsgruppe Grevenbrück. Seit 1931 in der Sturmabteilung, war er zuletzt Obersturmbannführer. Von 1934 bis 1938 war er stellvertretender Kreisleiter der NSDAP in Olpe. 1948 wurde er Mitglied der katholischen Arbeiterbewegung.
Nach neueren Erkenntnissen war Evers stärker in Verfehlungen der NS-Zeit verstrickt als bisher angenommen. Insbesondere wird ihm auch die Beteiligung an der Deportation von Menschen in Konzentrationslager zur Last gelegt. Die Stadt Lennestadt (Rechtsnachfolgerin der Gemeinde Grevenbrück) hat ihm in der Ratssitzung am 22. März 2017 postum die im Jahr 1938 erteilte Ehrenbürgerwürde aberkannt.